# Shonan Bellmare
Shonan Bellmare (japonês: 湘南ベルマーレ) é um clube profissional de futebol do Japão, jogando atualmente a J League. O clube está localizado em Hiratsuka, a oeste da Prefeitura de Kanagawa e seu estádio é o Hiratsuka Athletics Stadium, em Hiratsuka, com capacidade de 18.500 pessoas.

## História
O clube foi fundado em 1968 com o nome de Towa Real Estate SC.
Na década de 1970, mudaram seu nome para Fujita Kogyo SC quando a Towa Estate Development desistiu da propriedade de sua empresa controlada pela Fujita Kogyo, que mudou o clube para Hiratsuka.
Em 1972, foi promovido para a Divisão 1 da Liga de Futebol do Japão (JSL).
Em 1989, teve dificuldades na 1° divisão e em 1999 foi rebaixado para a 2° divisão. Passou todo o início dos anos 2000 na J2 League.
Eles venceram a JSL três vezes (incluindo duas duplas com a Copa do Imperador) entre 1977 e 1981, mas  foram relegados à Divisão 2 da JSL em 1990 e embora tenham vencido a última temporada da Divisão 2 da JSL em 1991-92, devido a profissionalização e formação da Liga J. eles não atenderam aos critérios da nova liga de topo da liga e isso significou que os vice-campeões, Kashima Antlers (ex-Sumitomo), fossem promovidos.

### 1993 (JFL)
Em 1993, eles adotaram o novo nome Shonan Bellmare. A sua candidatura à afiliação ao J. League Associate foi aceita. Eles jogaram na antiga Japan Football League Division 1 e venceram o campeonato da liga. Depois que o Conselho Municipal de Hiratsuka se comprometeu a financiar a reforma do Estádio Hiratsuka para atender aos requisitos da J.League, a J. League aceitou o clube.

### 1994-1997
O clube foi forçado a mudar seu nome para Bellmare Hiratsuka porque a J.League exigiu que os participantes designassem apenas uma cidade e incluí-lo seu nome nos nomes dos clubes naquele momento. O clube inicialmente lutou para permanecer na J.League e terminou em 11.º de 12 na primeira temporada de 1994. Com este ímpeto, o clube venceu a Copa do Imperador 1994-1995. Este título qualificou Bellmare para a Taça Asiática de 1996 , que venceu ao derrotar o Al Talaba do Iraque na final. Este é sem dúvida o período de maior sucesso do clube.

### 1998-1999
Quatro jogadores do Bellmare foram selecionados para a Copa do Mundo de 1998 . Foram Nakata, Lopes, Hong e um goleiro Nobuyuki Kojima . No entanto, como Nakata partiu para o clube italiano Perugia logo após a Copa do Mundo, a fortuna do clube começou a declinar. O principal patrocinador Fujita decidiu descontinuar o apoio financeiro em 1999 devido às suas próprias dificuldades financeiras.  Forçou o clube a liberar alguns jogadores altamente pagos, incluindo Lopes, Hong e Kojima. E em 1999  foram rebaixados para J2-League.

### 2000-2009
O clube começou de novo. A propriedade foi transferida para uma organização de propriedade da comunidade. Eles também mudaram seu nome para Shonan Bellmare, já que a J. League permitiu que eles aumentassem suas cidades designadas para incluir várias cidades e vilas ao redor de Hiratsuka.  O desempenho do clube em campo não era convincente e eles não eram candidatos sérios para subir para J1-League.
Retornando para J1-League em 2009, seria a  primeira competição sem Fujita como seu patrocinador.
Em 5 de dezembro de 2009, Shonan retornou para J1-League como terceiro colocado .

### 2010
O retorno de Shonan para J1 foi breve, pois eles lutaram na parte inferior da tabela durante toda a temporada. Seu rebaixamento de volta para J2 foi confirmado com quatro jogos de antecedência.
Em 2014, depois de alguns anos entrando e saindo da primeira divisão, o Shonan Bellmare dominou a J2 durante a campanha de 2014. Ganhando a segunda divisão com 101 pontos, 38 vitórias, 8 empates e apenas 3 derrotas, eles foram promovidos de volta à primeira divisão da J League, J1, para a temporada de 2015.
Para a temporada J1 de 2015, a Shonan Bellmare fez uma parceria com a empresa japonesa de gestão de energia, Eneres, para ser o  principal patrocinador do time. Durante a temporada de 2015, o Shonan Bellmare conseguiu a melhor dos três times promovidos do J2. O colocação dos times que veio da segunda divisão, Montedio Yamagata e o Matsumoto Yamaga FC juntamente com  Shimizu S-Pulse  foram rebaixado. Eles terminaram em 8.ª na tabela de classificação. A temporada de 2015 pode ser considerada um sucesso para a Bellmare. Com 13 vitórias, 9 empates e 12 derrotas na temporada, Shonan garantiu um recorde de vitórias na divisão principal de um time promovido. Em 2016 o time acaba sendo rebaixado novamente, retornando em 2017 como campeão da segunda divisão.

## Rivalidades
Historicamente, a área de Shonan fazia parte de uma província pré-moderna, Província de Sagami, enquanto Yokohama e Kawasaki faziam parte da Província Musashi, portanto as rivalidades intra-prefeiturais de Bellmare com Yokohama F. Marinos , Yokohama FC e Kawasaki Frontale são baseadas no trabalho duro nas cidades portuárias do sul de Musashi, em oposição à atitude mais descontraída das praias de Sagami.
Outros rivais históricos foram Cerezo Osaka , Urawa Red Diamonds, e Júbilo Iwata.

## Títulos

### Internacionais
- Recopa da AFC: 1995

### Nacionais
- Copa do Imperador: 1977, 1979, 1994
- J2.League: 2014, 2017
- Copa da Liga Japonesa : 2018
- Supercopa do Japão : 1978, 1982